# Kundratice (Vysoká Pec)
Kundratice (deutsch Kunnersdorf) ist eine Wüstung auf dem Gebiet der Gemeinde Vysoká Pec in Tschechien. Das Dorf lag zwei Kilometer östlich von Vysoká Pec und gehörte zum Okres Chomutov. An seiner Stelle befindet sich heute das Tagebaugelände der Zeche Důl Československé armády. Der Katastralbezirk hat eine Fläche von 459,728 ha.

## Geographie
Kundratice befand sich südlich des Erzgebirges im Nordböhmischen Becken in 270 m n.m. Der Ort erstreckte sich über zwei Kilometer von Westen nach Ost entlang des Kundratický potok (Dorfbach) bis zur Seewiese bei Dřínov. In der Mitte des Dorfes wurde Kundratice von der Bahnstrecke Děčín–Chomutov durchquert. Nördlich erheben sich die Jedlová (Tannich, 853 m), Tereziína vyhlídka (Theresiensitz), Jezerka (Seeberg, 706 m) mit den Resten der Burg Žeberk und der Janský vrch (Johannisberg, 739 m). Im Nordosten liegt das Schloss Jezeří (Eisenberg). Westlich erhebt sich der Mufloní pahorek (466 m) und im Nordwesten die Dubina (655 m).
Umliegende Orte waren Boudy und Červená Jáma im Norden, Jezeří und Albrechtice im Nordosten, Dřínov im Osten, Ervěnice im Südosten, Nové Sedlo und Kyjice im Süden, Újezd, Jirkov und Červený Hrádek im Südwesten sowie Vysoká Pec und Podhůří im Westen.

## Geschichte
Bei archäologischen Untersuchungen wurden 1972 auf der Insel im Teich der Trapschugmühle Reste zweier mittelalterlicher Wasserfesten aus dem 13. und 14. Jahrhundert freigelegt. Die ältere davon war eine hölzerne Turmanlage mit einer Befestigung aus Steinen, die durch ein Feuer zerstört worden war. Die Konstruktion diente als einer der Anhaltspunkte der im Jahre 1999 errichteten Wothanburg. An Stelle des abgebrannten Bauwerkes entstand später eine neue Feste aus Mauerwerk mit einem viereckigen Turm, die der Lehnshoheit der Burg Neu Seeberg unterstand und wiederum durch einen Brand vernichtet wurde.
Die erste schriftliche Erwähnung des zur Herrschaft Neu Seeberg gehörigen Dorfes Cunersdorf erfolgte im Jahre 1383, als Otto von Bergow seine Burgen Alt Seeberg und Neu Seeberg am Thimo von Colditz verkaufte.
1395 verpfändeten die Herren von Colditz Neu Seeberg mit allem Zubehör an Albrecht von Leisnig. Nach weiteren Besitzerwechseln wurde Cunnersdorf um 1420 zur Burg Bořek (Rothenhaus) zugeschlagen, bei der es jedoch nicht ständig verblieb. 1514 gehörte Cunnersdorf zu den Besitzungen von Lorenz Glatz von Altenhof auf Rothenhaus, nach dessen Tode gelangte die Herrschaft Rothenhaus an seinen Schwiegersohn Sebastian Krabitz von Weitmühl. 1549 wurde das Dorf als Khynersdorff und sechs Jahre später als Khunnesdorff bezeichnet. Christoph von Carlowitz, der Rothenhaus seit 1554 als Pfandbesitz hielt, vererbte die Herrschaft 1578 seinen Neffen Rudolf und Georg von Carlowitz. Als Rudolf von Carlowitz 1579 die Dörfer Kunnersdorf, Schönberg und Ojes an Katharina Rubinin von Lwowitz auf Seestadtl verkaufte, kam es zum Streit mit seinem Vetter Georg, der gegen den Verkauf Einspruch einlegte. Kunnersdorf und Ojes gehörten zum Ende des 16. Jahrhunderts wieder zu Rothenhaus. Im 16. Jahrhundert begann der Abbau von Alaunschiefer. Nördlich von Kunnersdorf wurde eine Alaunhütte betrieben, in der auch der bei Tschernitz geförderte Schiefer verarbeitet wurde. Beim Ausverkauf der Herrschaft Rothenhaus im Jahre 1605 wurde Kunnersdorf nach Seestadtl untertänig. Nach der Schlacht am Weißen Berg wurden die Güter Bohuslavs d. J. von Michalovice konfisziert und 1622 an Wilhelm d. J. Popel von Lobkowitz verkauft. Dieser errichtete 1623 die vereinigte Herrschaft Neundorf an der Biele-Seeberg.
Für den hohen Brennstoffbedarf der Alaunhütte wurde im 17. Jahrhundert anstelle des Holzes Braunkohle verwendet. Der Abbau erfolgte in einem Tagebau zwischen Schimberg und Kunnersdorf. Der Kunnersdorfer Alaunschieferbergbau wurde in dieser Zeit eingestellt und die Hütte bezog den besseren Schiefer aus Tschernitz. Im Gegenzuge wurde Tschernitz mit Kunnersdorfer Kohle versorgt. In der Alaunhütte erfolgte 1612 das Eindampfen der Lösung in vier Bleipfannen. Bei den Kunnersdorfer Schächten an der Alaunhütte entstanden um 1750 sechs Bergmannshäuser; die Ansiedlung wurde Auf der Hütte genannt. Der Alaunschieferbergbau bei Tschernitz endete im Jahre 1786, zugleich wurde auch die Kunnersdorfer Alaunhütte stillgelegt. Zu Beginn des 19. Jahrhunderts begann in Kunnersdorf der Schulunterricht, zuvor fand er in Schimberg bzw. Neundorf statt. 1812 wurde ein neues Schulhaus eingeweiht. Ferdinand von Lobkowicz ließ in den Jahren 1832 bis 1833 in Kunnersdorf eine Kapelle erbauen. In der Siedlung „Auf der Hütte“ bestanden 1842 um den Carl-Schacht der Gewerkschaft Carolus-Zeche 22 Gebäude. 1843 bestand Kunnersdorf aus 80 Häusern und hatte 547 Einwohner. Im Ort wurden drei Mühlen betrieben, von denen die Trapschugmühle die größte war. Während die beiden anderen Mühlen ihre Wasser aus dem Dorfbach bezogen, wurde der große Teich der Trapschugmühle vom Eisenberger Waldbach (Vesnický potok) gespeist. Mit dem Bau der Bezirksstraße von Brüx nach Komotau, die entlang des Dorfbaches durch Kunnersdorf führte, erlangte das Dorf eine bedeutsame Verkehrsverbindung.
Nach der Aufhebung der Patrimonialherrschaften bildete Kunnersdorf/Kundratice ab 1850 mit dem Ortsteil Hütte/Hutě eine Gemeinde im Gerichtsbezirk Görkau bzw. im Bezirk Komotau. Zwischen 1869 und 1880 war Kunnersdorf ein Ortsteil der Gemeinde Neundorf an der Biele. Die der Familie Peithner gehörige Zeche Johannes war in den 1860er Jahren eines der größten Bergwerke in der Görkauer Gegend. Sie wurde nach 1870 infolge der Wirtschaftskrise stillgelegt. 1873 nahm die Dux-Bodenbacher Eisenbahn die Bahnstrecke Bodenbach-Komotau in Betrieb. Die Bahn fuhr durch Kunnersdorf, hielt aber nur anderthalb Kilometer südlich an der auf freiem Felde angelegten Bahnstation Neundorf. 1884 entstand nördlich von Kunnersdorf nahe Bartelsdorf die Station Eisenberg/Bartelsdorf.
Zwischen 1891 und 1892 begannen die Teplitzer Spinnerei- und Färbereibesitzer Gebrüder Martin und Theodor Grohmann auf den Fluren von Kunnersdorf, Schimberg, Hohenofen, Türmaul und Bartelsdorf mit dem Abbau von Braunkohle. Bei Bartelsdorf wurde 1893 der Grohmannschacht geteuft. In Richtung Seestadtl entstanden die im Tagebau betriebenen Zechen Ellyschacht und Robertschacht. Um 1900 wurde ein zweiter Grohmannschacht geteuft und die Zeche „Grohmannschächte“ (důl Grohmann) entwickelte zum größten Bergbauunternehmen im Komotauer Revier.
Weitere Unternehmen in Kunnersdorf waren zwei Sägewerke, eine Käserei und zwei Essigfabriken. Die Besitzer der Essigfabrik Hofer in Hütte waren Nachkommen von Andreas Hofer. Zwischen 1902 und 1904 entstand im Wald oberhalb von Hütte die Eisenberger Talsperre. Die Trinkwassertalsperre erhielt später zu Ehren Moritz von Lobkowitz, der sie errichten Ließ, den Namen „Moritz-Talsperre“. Die Kapelle im Unterdorf wurde 1918 zur Gedenkkapelle für die Opfer des Ersten Weltkrieges umgestaltet. 1920 gründeten Ernst und Josef Schwab die Firma ESKU, die Rasierklingen aus Stahl fertigte. 1921 waren 1414 Einwohner 124 Tschechen. Im Jahre 1925 wurde in Kunnersdorf als Filialkirche von Neundorf die Kirche der Jungfrau Maria geweiht. Zwischen 1928 und 1938 entstanden im Ortsteil Hütte zahlreiche neue Häuser, Hütte wurde zum Bergarbeiterviertel von Kunnersdorf. 1930 lebten in Kunnersdorf 1519 Deutsche, 213 Tschechen und 28 Ausländer. An der Bahnstrecke Bodenbach-Komotau wurde am 15. Mai 1933 in Kunnersdorf die neue Bahnstation „Kunnersdorf-Schimberg“ eingeweiht. Am 9. September 1934 erhielt die Kirche eine Orgel, die der Kirchenbauverein vom Dubitzer Kirchlein gekauft hatte. Im Jahre Nach dem Münchner Abkommen wurde die Gemeinde 1938 dem Deutschen Reich zugeschlagen und gehörte bis 1945 zum Landkreis Komotau. 1939 hatte Kunnersdorf 1868 Einwohner. Bei einem Bombenangriff wurde am 24. August 1944 ein Haus beschädigt. Nach dem Zweiten Weltkrieg kam der Ort zur Tschechoslowakei zurück und die deutschen Einwohner wurden vertrieben. 1950 wurde der Ortsteil Hutě in Boudy umbenannt. In 20 Häuser von Boudy zogen Repatrianten aus Frankreich, die z. T. französische Ehepartner mitbrachten. Die Siedlung erhielt im Volksmund den Namen „Klein Frankreich“ (Malá Francie). Die Zeche „Grohmannschächte“ (důl Grohmann) wurde in „Grube Marschall Konew“ (důl Maršal Koněv) umbenannt.
Am 20. Januar 1969 entstand nördlich des Dorfes das Naturreservat Jezerka. Seit den 1960er Jahren rückte der Braunkohlentagebau auf das Dorf zu. Die Einwohnerzahl wurde stark rückläufig. Zu Beginn der 1970er Jahre wurde das Dorf aufgelöst. Am 30. Juni 1974 erlosch die Gemeinde Kundratice und ihre Fluren wurden Vysoká Pec zugeschlagen. Kundratice wurde vollständig abgebaggert.

## Entwicklung der Einwohnerzahl
| Jahr | Einwohnerzahl |
| ---- | ------------- |
| 1869 | 508           |
| 1880 | 529           |
| 1890 | 582           |
| 1900 | 888           |
| 1910 | 1371          |

| Jahr | Einwohnerzahl |
| ---- | ------------- |
| 1921 | 1414          |
| 1930 | 1760          |
| 1950 | 1358          |
| 1961 | 1385          |
| 1970 | 1115          |

| Jahr | Einwohnerzahl |
| ---- | ------------- |
| 1980 | 0             |
| 1991 | 0             |
| 2001 | 2             |
| 2011 | 5             |